# Прогулка мертвеца
«Прогулка мертвеца» или «Тропа мертвецов» (англ. Dead Man's Walk) — трёхсерийный мини-сериал режиссёра Ива Симоно, вышедший на экраны в 1996 году. Экранизация одноимённого романа Ларри Макмертри из цикла «Одинокий голубь». Номинация на прайм-таймовую премию «Эмми» за лучшую музыку к мини-сериалу или телефильму (Дэвид Белл).

## Историческая основа
В центре сюжета лежит реальное историческое событие — Техасская коммерческая и исследовательская экспедиция в Санта-Фе 1841—1842 годов, предпринятая по инициативе президента республики Мирабо Ламара. Целью её являлось установление контроля над землями и природными богатствами северных районов Нью-Мексико. Из-за плохой подготовки, неважного знания местности и нападений индейцев она закончилась провалом, а её выжившие участники были окружены мексиканской армией, схвачены и отправлены в тюрьму в Пероту в штате Веракрус.

## Сюжет
1842 год, Республика Техас. Молодые рейнджеры Огастас Макрэй и Вудро Колл записываются в отряд полковника Кобба, намеревающегося совершить набег на территорию Мексики, чтобы захватить богатую добычу в Санта-Фе и, возможно, присоединить новые земли. 
Экспедиции угрожает не только плохая организация, но и воинственное племя команчей, возглавляемое безжалостным вождём по имени Горб Бизона. Неуловимые индейцы совершают дерзкие набеги, снимая скальпы, убивая людей, похищая женщин и угоняя лошадей. Постепенно остатки армии упрямого полковника Кобба остаются без пищи и воды посреди бескрайних прерий…

## В ролях
- Дэвид Аркетт — Огастас (Гас) Макрэй
- Джонни Ли Миллер — Вудро Колл
- Кит Кэррэдин — Бигфут Уоллес
- Ф. Мюррей Абрахам — полковник Калеб Кобб
- Патрисия Чилдресс — Матильда (Мэтти) Джейн
- Эдвард Джеймс Олмос — капитан Саласар
- Эрик Швейг — Горб Бизона
- Гарри Дин Стэнтон — Шэд
- Рэй Маккиннон — Билл Коулмен
- Тим Блейк Нельсон — Джонни Картадж
- Брэд Гринквист — Киркер
- Киран Малруни — Джимми Твид
- Дженнифер Гарнер — Клара Форсайт Аллен
- Гретхен Мол — Мэгги
- Брайан Деннехи — майор Шевалье
- Джонатан Джосс — Брыкающийся Волк
- Хэвиленд Моррис — леди Люсинда Кэрри
- Акошуа Бусиа — Эсмеральда